# Michał Kołodziejski
Michał Kołodziejski (ur. 1975) – polski dyplomata, japonista, ekonomista. Ambasador RP w Australii (2017–2022), konsul generalny RP w Hongkongu (od 2023).

## Życiorys
Absolwent Zakładu Japonistyki oraz Wydziału Zarządzania Uniwersytetu Warszawskiego. Studia kulturoznawczo-językowe na Uniwersytecie Kanazawa w Japonii oraz studia doktoranckie w Szkole Głównej Handlowej w Warszawie (2014).
Do Ministerstwa Spraw Zagranicznych został przyjęty w 2003 w ramach aplikacji dyplomatyczno-konsularnej. Po szkoleniu w Akademii Dyplomatycznej złożył egzaminy i został mianowany urzędnikiem służby zagranicznej. Jest też urzędnikiem mianowanym służby cywilnej. W latach 2005–2006 pracował w departamencie Azji i Pacyfiku MSZ. Od 2007 do 2011 był I sekretarzem ds. ekonomicznych w Ambasadzie RP w Singapurze. W latach 2011–2013 pracował w Sekretariacie Ministra, a następnie (2013–2014) w Departamencie Współpracy Ekonomicznej MSZ, gdzie pełnił funkcję zastępcy dyrektora. W latach 2014–2017 ponownie pracował w Departamencie Azji i Pacyfiku, przez pierwszy rok jako wicedyrektor, a w latach 2015–2017 jako dyrektor Departamentu. 7 listopada mianowany ambasadorem w Australii, akredytowany dodatkowo w krajach archipelagów Melanezji i Mikronezji: Papui-Nowej Gwinei, Wyspach Salomona, Wyspach Marshalla, Fidżi, Sfederowanych Stanach Mikronezji, Vanuatu i Nauru. Placówkę objął 26 listopada 2017. Listy uwierzytelniające złożył na ręce gubernatora generalnego Australii Petera Cosgrove’a 2 lutego 2018. Odwołany z dniem 15 sierpnia 2022. Od 1 października 2022 zastępca dyrektora Departamentu Azji i Pacyfiku MSZ. We wrześniu 2023 objął stanowisko Konsula Generalnego RP w Hongkongu.
Zna języki: angielski, japoński i rosyjski. Jest żonaty, ma dwie córki.

## Publikacje
- Michał Kołodziejski: Takahashi Korekiyo 1854–1936 a gospodarka międzywojennej Japonii. Warszawa: Trio, 2004, s. 176. ISBN 83-88542-89-3.